# Campeonato Sanmarinense 1997-98
El Campeonato sanmarinense 1997-98 fue la decimotercera edición del  Campeonato sanmarinense de fútbol. Folgore/Falciano conquistó su segundo título al vencer por 2-1 al Tre Fiori en la final

## Equipos participantes
| Club             | Ciudad         |
| ---------------- | -------------- |
| Cailungo         | Borgo Maggiore |
| Cosmos           | Serravalle     |
| Dogana           | Serravalle     |
| Domagnano        | Domagnano      |
| Faetano          | Faetano        |
| Folgore/Falciano | Serravalle     |
| Juvenes          | Serravalle     |
| La Fiorita       | Montegiardino  |
| Libertas         | Borgo Maggiore |
| Montevito        | Fiorentino     |
| Murata           | San Marino     |
| Pennarossa       | Chiesanuova    |
| San Giovanni     | Borgo Maggiore |
| Tre Fiori        | Fiorentino     |
| Tre Penne        | Serravalle     |
| Virtus           | Acquaviva      |

## Fase Regular

#### Grupo A
| Pos. | Equipo           | Pts. | PJ | G  | E | P  | GF | GC | Dif. | Clasificación 1997–98 |
| ---- | ---------------- | ---- | -- | -- | - | -- | -- | -- | ---- | --------------------- |
| 1    | Tre Fiori        | 49   | 22 | 16 | 1 | 5  | 48 | 22 | +26  | Play-Off              |
| 2    | Faetano          | 40   | 22 | 11 | 7 | 4  | 37 | 13 | +24  | Play-Off              |
| 3    | Folgore/Falciano | 40   | 22 | 11 | 7 | 4  | 24 | 16 | +8   | Play-Off              |
| 4    | Murata           | 37   | 22 | 11 | 4 | 7  | 55 | 32 | +23  |                       |
| 5    | San Giovanni     | 31   | 22 | 8  | 7 | 7  | 32 | 29 | +3   |                       |
| 6    | Juvenes          | 21   | 22 | 5  | 6 | 11 | 25 | 36 | −11  |                       |
| 7    | Pennarossa       | 19   | 22 | 4  | 7 | 11 | 31 | 46 | −15  |                       |
| 8    | Cailungo         | 10   | 22 | 2  | 4 | 16 | 19 | 54 | −35  |                       |

Actualizado a los partidos jugados el 1998.
 Fuente: -

#### Grupo B
| Pos. | Equipo     | Pts. | PJ | G  | E | P  | GF | GC | Dif. | Clasificación 1997–98 |
| ---- | ---------- | ---- | -- | -- | - | -- | -- | -- | ---- | --------------------- |
| 1    | Virtus     | 48   | 22 | 15 | 3 | 4  | 52 | 20 | +32  | Play-Off              |
| 2    | Montevito  | 38   | 22 | 11 | 5 | 6  | 34 | 30 | +4   | Play-Off              |
| 3    | Tre Penne  | 37   | 22 | 10 | 7 | 5  | 41 | 30 | +11  | Play-Off              |
| 4    | Cosmos     | 36   | 22 | 9  | 9 | 4  | 37 | 24 | +13  |                       |
| 5    | Libertas   | 27   | 22 | 8  | 3 | 11 | 26 | 37 | −11  |                       |
| 6    | La Fiorita | 24   | 22 | 6  | 6 | 10 | 30 | 37 | −7   |                       |
| 7    | Dogana     | 22   | 22 | 5  | 7 | 10 | 29 | 41 | −12  |                       |
| 8    | Domagnano  | 6    | 22 | 1  | 3 | 18 | 15 | 68 | −53  |                       |

Actualizado a los partidos jugados el 1998.
 Fuente: -

## Play-offs

#### Primera ronda
|}

#### Segunda ronda
| Equipo 1  | Resultado    | Equipo 2         |
| --------- | ------------ | ---------------- |
| Faetano   | 3–4          | Tre Penne        |
| Montevito | 1–1 (3:4 p.) | Folgore/Falciano |

|}

#### Tercera ronda
| Equipo 1  | Resultado | Equipo 2         |
| --------- | --------- | ---------------- |
| Tre Fiori | 2–1       | Folgore/Falciano |
| Virtus    | 3–5       | Tre Penne        |

|}

#### Cuarta ronda
| Equipo 1         | Resultado | Equipo 2  |
| ---------------- | --------- | --------- |
| Folgore/Falciano | 1–0       | Faetano   |
| Virtus           | 5–0       | Montevito |

|}

#### Semifinal
| Equipo 1         | Resultado | Equipo 2  |
| ---------------- | --------- | --------- |
| Tre Fiori        | 5–0       | Tre Penne |
| Folgore/Falciano | 3–1       | Virtus    |

|}

#### Final
| Equipo 1         | Resultado | Equipo 2  |
| ---------------- | --------- | --------- |
| Folgore/Falciano | 3–1       | Tre Penne |

|}

| Equipo 1  | Resultado | Equipo 2         |
| --------- | --------- | ---------------- |
| Tre Fiori | 1–2       | Folgore/Falciano |

| Campeón                    |
|                            |
| Folgore/Falciano 2° título |